# Karel Borský
Karel Borský (do roku 1946 Kurt Biheller, 13. května 1921 Fryštát – 9. srpna 2001 Praha) byl československý generál, příslušník 1. československého armádního sboru a poválečný politický vězeň.

## Život

### Před druhou světovou válkou
Kurt Biheller se narodil 13. května 1921 ve Fryštátě, dnešní Karviné v židovské rodině. Mládí strávil v Ostravě, kde mezi lety 1933 a 1937 vystudoval gymnázium v a následně dva roky obchodní akademie.

### Druhá světová válka
Po německé okupaci v březnu 1939 byl Kurt Biheller společně se svým otcem, ruským legionářem Josefem Bihellerem pro svůj původ zatčen gestapem. Kurtu Bihellerovi se podařilo v říjnu 1939 uprchnout z koncentračního tábora u města Nisko a dostat se do sověty obsazeného Lvova. Zde pracoval jako aranžér restaurací, na jaře 1940 byl ale zatčen příslušníky NKVD a umístěn do pracovního tábora u Parsova, aby pracoval na stavbě Volžsko-donského kanálu. Z tábora jej dostala amnestie pro polské občany, jelikož se mu podařilo využít faktu, že jeho bydliště bylo zabráno Poláky, a tvrzení, že je tedy jedním z nich. Následně pracoval v Machačkale v kožedělné továrně. Zde se dozvěděl o formování československé vojenské jednotky v Sovětském svazu a v květnu 1942 se přesunul do Buzuluku. Zde prodělal výcvik, poté se na jaře 1943 zúčastnil bojů u Charkova a Sokolova. Následovalo studium na důstojnické škole a byl zařazen na post zástupce velitele protitankové roty. Ve volných chvílích fotografoval, čehož si povšiml vedoucí oddělení osvěty škpt. Jaroslav Procházka, který sháněl fotografa pro brigádní noviny Naše vojsko v SSSR. Díky Kurtu Bihellerovi pak vzniklo mnoho cenných fotografií mapující historii 1. československé samostatné brigády. V listopadu 1943 byl zraněn při pořizování dalších snímků z bojů o Kyjev. Operován byl dr. Františkem Engelem, následně se až do ledna 1944 léčil v Kazani. Po návratu byl ustanoven velitelem roty u 3. československé samostatné brigády stavěné převážně z Volyňských Čechů. Během Karpatsko-dukelské operace byl dvakrát raněn. Po vyléčení byl ustanoven velitelem velitelské dělostřelecké baterie a zúčastnil se postupu severním Slovenskem. Konec války jej zastihl na Moravě v prostoru Němčic v hodnosti poručíka.

### Po druhé světové válce
V roce 1946 si Kurt Biheller změnil jméno na Karel Borský. Zůstal v armádě a kariérně stoupal. Stal se osvětovým důstojníkem a sloužil v Táboře. Na konci roku 1948 byl převelen do Prahy a následně i na ministerstvo národní obrany. Poté působil jako vojenský a letecký přidělenec v Budapešti. V roce 1951 ze své funkce odvolán, vyhozen z armády a zatčen. Vězněn a vyšetřován byl v ruzyňské věznici a nechvalně proslulém Domečku. Nebylo mu sděleno žádné obvinění a v dubnu 1952 byl bez udání důvodu propuštěn. Pracoval ve stavebnictví a v roce 1956 byl povolán zpět do armády. Sloužil v Čáslavi, následně jako vojenský přidělenec a velvyslanec u Komise neutrálních států při OSN v Koreji. Závěr kariéry odsloužil na oddělení zahraničních styků při Generálním štábu. Dosáhl hodnosti plukovníka. V důchodu se stal činovníkem Českého svazu bojovníků za svobodu a Československé obce legionářské. Publikoval vzpomínková díla a autobiografické knihy. Po vzniku Armády České republiky byl povýšen do hodnosti brigádního generála. Zemřel po dlouhé nemoci 9. srpna 2001.

## Rodina
Otec Karla Borského Josef Biheller, který byl zatčen gestapem společně s ním, zahynul v koncentračním táboře. Holokaust nepřežila ani jeho matka a mladší bratr, kteří byli deportováni v roce 1942. Karel Borský byl jediným, kdo z rodiny druhou světovou válku přežil. V září 1944 se oženil s armádní spojařkou Annou Brankovou.

## Vyznamenání
- Československá medaile Za chrabrost před nepřítelem
- 2x Československý válečný kříž 1939
- Pamětní medaile československé armády v zahraničí se štítkem SSSR
- Československá medaile za zásluhy II. stupně
- Medaile za vítězství nad Německem ve Velké vlastenecké válce 1941–1945
- Krzyz Walecznych
- Medaile československého velitelského řádu Jana Žižky z Trocnova
- Sokolovská pamětní medaile
- Dukelská pamětní medaile
- Řád rumunské koruny

## Publikační činnost
- Zítra začne obyčejný den
- Svítání do tmy
- Medailony statečných (spoluautor)[1]